# Guttera
Guttera je mali rod ptica iz porodice biserki.
Sastoji se od dvije vrste koje žive u šumovitim područjima subsaharske Afrike.  Za razliku od ostalih biserki, imaju karakterističnu crnu ćubu na vrhu glave. Vrste ovog roda su:
- Guttera plumifera
  - Guttera plumifera plumifera
  - Guttera plumifera schubotzi
- Guttera pucherani.
  - Guttera (pucherani) pucherani
  - Guttera (pucherani) edouardi